# Terroranschlag auf den Dienstsitz der CIA am 25. Januar 1993 in Langley
Koordinaten: 38° 56′ 47″ N, 77° 9′ 32″ W
Der Terroranschlag auf den Dienstsitz der CIA am 25. Januar 1993 in Langley wurde von Mir Aimal Kansi (Urdu میر ایمل کانسی) begangen, der im unmittelbaren Umfeld des Dienstsitzes zwei Mitarbeiter des Geheimdienstes mit einem Sturmgewehr ermordete und drei weitere verletzte.

## Ablauf des Feuerwaffenanschlags
Am 25. Januar 1993, etwa 10 Minuten vor 8.00 Uhr, begab sich Mir Kansi mit seinem Fahrzeug zu der Straße, welche zum Dienstsitz der CIA führt und eröffnete mit seinem AK-47 Sturmgewehr das Feuer auf die Autos, die auf den beiden linken Spuren an der Rot zeigenden Ampel warteten.
Er tötete so die beiden CIA-Mitarbeiter Lansing Bennett (66) und Frank Darling (28) sofort. Drei weitere CIA-Mitarbeiter, Nicholas Starr, Calvin Morgan und Stephen Williams, wurden verletzt. Daraufhin floh Kansi.
Bei seinem Angriff verwendete er ein Sturmgewehr, das er vor Ort gekauft hatte. Nachdem er mehrere Autos beschossen hatte, fuhr er ruhig los und kehrte in seine Wohnung zurück, packte seine Sachen und flog zurück zu seiner Familie nach Quetta in Pakistan, die ihn über die Grenze nach Afghanistan schmuggelte.

## Motiv
Ein Kommilitone Kansis gab an, dass Kansi politische Motiven gehabt habe, da er Wut auf die Vereinigten Staaten für ihre Politik gegenüber Muslimen in Bosnien, Tschetschenien und dem Nahen Osten geäußert habe.

## Ermittlungen, Prozess und Hinrichtung
Die Behörden identifizierten Kansi erst einige Tage später als den Schützen, nachdem ihn sein Mitbewohner bei der örtlichen Polizei als vermisst gemeldet hatte. Das FBI setzte ihn sodann auf die Liste der meistgesuchten Verbrecher, während das Außenministerium eine 2-Millionen-Dollar-Belohnung für seine Gefangennahme aussetzte, welche später auf 3,5 Millionen aufgestockt wurde.
In den nächsten vier Jahren konnte man Kansis jedoch zunächst nicht habhaft werden.
Im Mai 1997 betrat ein Mann das US-Konsulat in Karachi und offenbarte Informationen über den Aufenthaltsort Kansis. Als Kansi später Freunde in Pakistan besuchte, lockte ihn die CIA am 15. Juni 1997 zu einem Treffen in Punjab, wo er ergriffen und in die Vereinigten Staaten gebracht wurde.
Das Justizministerium entschied, dass die lokalen Behörden in Fairfax County die Mordanklage übernehmen sollten, da das Bundesgesetz 1997 noch nicht die Todesstrafe für terroristische Handlungen vorsah. Kansi, der auf nicht schuldig plädierte, erhielt die Todesstrafe und wurde am 14. November 2002 durch letale Injektion hingerichtet.
Seine letzten Worte waren "There is no God but Allah." („Es gibt keinen Gott außer Allah“).

## Sonstiges
Im Mai 2002 wurde ein Denkmal für Frank Darling und Lansing Bennett in der Nähe des Anschlagsortes eingerichtet.